# Большой Шелюг (приток Шелюга)
Большой Шелюг — река в России, протекает в Подосиновском и Лузском районах Кировской области. Левая составляющая реки Шелюг. Длина реки составляет 28 км.
Река вытекает из болот в 10 км к северо-западу от посёлка Лунданка. Верхнее течение лежит в Подосиновском районе, среднее и нижнее — в Лузском. Река течёт на юго-восток, всё течение проходит по ненаселённому лесному массиву среди холмов Северных Увалов. Приток — Сухой Шелюг (левый). В урочище 2-е Сухановское сливается с рекой Югский Шелюг, образуя реку Шелюг. Ширина реки не превышает 10 метров.

## Данные водного реестра
По данным государственного водного реестра России и геоинформационной системы водохозяйственного районирования территории РФ, подготовленной Федеральным агентством водных ресурсов:
- Бассейновый округ — Двинско-Печорский
- Речной бассейн — Северная Двина
- Речной подбассейн — Малая Северная Двина
- Водохозяйственный участок — Юг
- Код водного объекта — 03020100212103000012839